# El camino real
El camino real es el cuarto álbum de estudio del grupo de reggae/punk argentino Todos Tus Muertos. Este es el último trabajo discográfico de la banda junto a Fidel Nadal, antes de centrarse en Lumumba y su carrera solista. En este punto ya es muy notoria la influencia de la cultura rastafari en el estilo de la banda. Grandes temas como "Dignidad", "Te Vamos a Quemar" y "Jah Lion", muestran la amplitud musical de la banda, que pasaron del punk al reggae pasando por el dub. Cuenta con invitados como Manu Chao, Cristian Aldana y Fermin Muguruza.

## Grabación y lanzamiento
El disco fue grabado y mezclado en los estudios Panda de Buenos Aires, y la producción estuvo a cargo de Fernando Gutiérrez. La edición estuvo a cargo de TTM Discos, quienes incluso consiguieron editarlo en Japón. Cuarto y último disco de estudio entregado por Todos Tus Muertos con Fidel Nadal en sus filas, quien luego de este y, por diferencias musicales con el resto de la banda, se alejaría para dar inicio a su carrera como solista en la que privilegiaría su costado rastafari por sobre el punk al que se inclinaban más sus compañeros. El camino real es el disco que termina de mostrar cómo evolucionaron Todos Tus Muertos desde la gran bisagra que fue Dale aborigen. Aquí el estilo casi dominante es el reggae y el raggamufin, con la excepción de temas como "Carne de cañón", "Dignidad" o "Todo lo daría". Otras canciones destacadas son "La gente que puso la sangre", "Los envidiosos", "No te la vas a acabar", "El camino real" y "Te vamos a quemar".
En este trabajo participaron entre otros, Fermín Muguruza (eterno amigo de la banda) en "Dignidad" y "Te vamos a quemar", Sergio Rotman (otro amigo de la banda) intercalando saxos, trompetas y trombones en "Asesinos profesionales", "No te la vas a acabar" y "Jah lion", y Cristian Aldana (líder de El otro yo) en "Políticos".

## Canciones
1. "Carne de cañón"
(Letra: Fidel. Música: Félix/Gamexane.)
2. "La gente que puso la sangre»
(Letra: Fidel. Música: Félix/Gamexane/Potenzoni.)
3. "Dignidad»
(Letra: Fidel/Fermin Muguruza/Pablo Molina. Música: Félix/Gamexane/Potenzoni.)
4. "Asesinos profesionales»
(Letra: Fidel. Música: Félix.)
5. "Los envidiosos»
(Letra: Pablo Molina/Fidel. Música: Félix.)
6. "No te la vas a acabar"
(Letra: Fidel. Música: Gamexane/Félix/Potenzoni.)
7. "Besos de seda»
(Letra: Fidel. Música: Félix.)
8. "El camino real»
(Letra: Fidel/Pablo Molina. Música: Félix.)
9. "Rasta vive»
(Letra: Fidel/Pablo Molina. Música: Gamexana/Potenzoni/Pablo Molina/Fidel/Félix/Willy Calegari.)
10. "Todo lo daría"
(Letra: Fidel/Manu Chao. Música: Manu Chao.)
11. "Te vamos a quemar"
(Letra: Fidel/Félix/Potenzoni. Música: Gamexane/Potenzoni.)
12. "Políticos"
(Letra: Gamexane/Fidel. Música: Félix.)
13. "Gringo maldito"
(Letra: Félix. Música: Fidel.)
14. "Chekiraut!"
(Letra: Fidel/Pablo Molina. Música: Fidel.)
15. "Jah Lion"
(Letra: Fidel/Pablo Molina. Música: Félix/Gamexane/Potenzoni.)
16. "La casa rosa"
(Letra: Fidel. Música: Félix/Gamexane/Potenzoni.)

## Personal
Músicos
- Fidel Nadal - Voz líder.
- Pablo "Dronkit Master" Molina: Segunda voz y percusiones.
- Felix Gutiérrez - Bajo y coros.
- Horacio Gamexane - Guitarra y coros.
- Pablo Potenzoni - Batería.

Colaboradores
- Willy Calegari - Teclados.
- Fermin Muguruza - Voces en "Dignidad" y "Te vamos a quemar".
- Sergio Rotman - Saxo en "Asesinos profesionales", "Besos de seda" y "Jah Lion".
- Jason - Trompeta y trombón en "Asesinos profesionales", "Besos de seda" y "Jah Lion".
- Martín "La Mosca" Lorenzo - Percusión en "El camino real", "Te vamos a quemar" y "La casa rosa".
- Sergio Arrastia - Percusión en "No te la vas a acabar".
- Lickle Roxie - Voz en "No te la vas a acabar".
- Cristian Aldana - Guitarra en "Políticos".

## Personal técnico
- Fernando Bocha Gutiérrez - Producción.
- Richard Trollo - Ingeniero de sonido.
- Mario Altamirano - Ingeniero de sonido.
- Fito Keller - Fotografías.
- TTM - Diseño.

- Datos: Q8773610